# Villamosvasúti kismozdonyok
Egységesen BSzKRt 70–73-as típusú villamosvasúti kismozdonyoknak, vagy közkeletű nevükön „békáknak” nevezik a 20. század elején legyártott, villamosvasutakon használt, kisebb méretű, hasonló kialakítású villanymozdonyokat.

## Történetük
Az 1896 és 1908 között nagyobbrészt a Ganz vállalatok által gyártott 10 darab mozdonyt az elővárosba kifutó vonalakat üzemeltető különféle társaságok szereztek be még a BSzKRt megalakulása előtt. Így a Budapest Újpest Rákospalota Vasút 4 darabot, a Budapest-Budafoki Helyiérdekű Villamos Vasút egy darabot, a Budapest-Szentlőrinci Helyiérdekű Villamosvasút négy darabot, a Budapesti Villamos Városi Vasút pedig egy darabot. A járművek később a BSzKRt tulajdonába kerültek, amely 1940-ben beszámozta őket a saját rendszerébe (a BBVV példányát ekkor már elbontották). Az állományi adatokat az alábbi táblázat tartalmazza:
| Eredeti pályaszám | BSzKRt pályaszám | Gyártási év | Selejtezési év               | Életkor a selejtezés idjeén |
| ----------------- | ---------------- | ----------- | ---------------------------- | --------------------------- |
| BLVV 1            | BSzKRt 7300      | 1900        | mai napig megvan Szentendrén | (125 éves)                  |
| BLVV 2            | BSzKRt 7301      | 1900        | 1961                         | (61 évesen)                 |
| BLVV 3            | BSzKRt 7302      | 1900        | 1974                         | (74 évesen)                 |
| BLVV 4            | BSzKRt 7303      | 1901        | 1950-es évek                 | (50-60 évesen)              |
| BBVV 1            | nem volt         | 1899        | 1941 előtt                   | (kevesebb, mint 42 évesen)  |
| BURV 1            | BSzKRt 7200      | 1896        | mai napig megvan Debrecenben | (129 éves)                  |
| BURV 2            | BSzKRt 7201      | 1896        | 1960-as évek                 | (60-70 évesen)              |
| BURV 3            | BSzKRt 7202      | 1902        | 1950-es évek                 | (50-60 évesen)              |
| BURV 4            | BSzKRt 7203      | 1902        | 1960-as évek                 | (60-70 évesen)              |
| BVVV 1            | BSzKRt 7020      | 1908        | 1960-as évek vége?           | (kb. 60 évesen)             |

A legtöbb villamosvasúti kismozdonyt az 1960-as években bontották szét, két példány azonban ma is megvan. Az egyik Debrecenbe került, és ott 203-as néven van nyilvántartva; a másik 1975-ben a Közlekedési Múzeum védelme alá került, de csak 1998-ban újították fel és helyezték el a Szentendrei Múzeumban.